# Годогани (Мартвильский муниципалитет)
Годогани (груз. გოდოგანი) — село в Грузии, на территории Мартвильского муниципалитета края (мхаре) Самегрело-Верхняя Сванетия.

## География
Село находится в западной части Грузии, на левом берегу реки Очхомури, на расстоянии приблизительно 17 километров (по прямой) к северо-западу от города Мартвили, административного центра муниципалитета. Абсолютная высота — 285 метров над уровнем моря.

## Население
По результатам официальной переписи населения 2014 года, в Годогани проживало 40 человек (17 мужчин и 23 женщины). В национальной структуре населения грузины составляли 100 %.
| Год  | Население, человек |
| ---- | ------------------ |
| 2002 | 129                |
| 2014 | ↘ 40               |